# Дмітрієв Михайло Миколайович
Михайло Миколайович Дмитрієв (1867 — після 1912) — священник, член III Державної думи від Катеринославської губернії.

## Біографія
Грек за походженням.
У 1888 році після закінчення Катеринославської духовної семінарії, був учителем музики в Маріупольському духовному училищі.

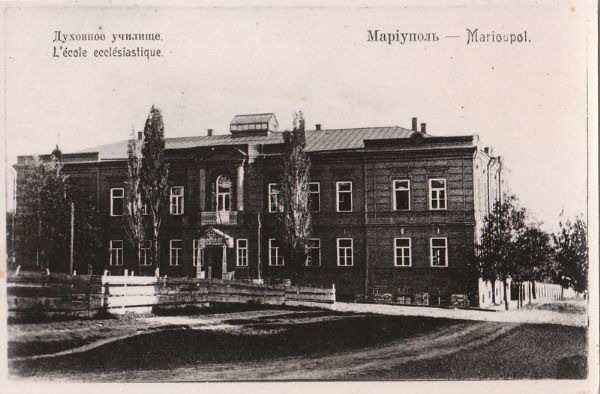
Маріупольське духовне училище

У 1893 році призначений священиком соборної церкви Верхньодніпровська, де одночасно був законовчителем жіночої гімназії, головою повітового відділення єпархіальної ради училищ, членом повітової ради училищ, голосним повітового земства і міської думи, духовним слідчим і благочинним 1-го округу Верхньодніпровського повіту.
У 1907 обраний членом III Державної думи від 2-го з'їзду міських виборців Катеринославської губернії. Входив до фракції помірно-правих, з 3-ї сесії — до фракції октябристів. Був членом комісії з народної освіти.
За спогадами М. В. Родзянка, після закінчення повноважень Державної думи священник Дмитрієв, за те що входив до партії октябристів, зазнав переслідувань з боку катеринославського архієпископа Агапіта: останній позбавив його місця й усунув від викладання в гімназії, внаслідок чого священик залишився на утриманні своїх колишніх парафіян. Восени 1912 року Родзянко клопотав перед імператором про відновлення Дмитрієва у всіх правах, що й було зроблено. Подальша доля невідома.